# Franka Klarić
Franka Klarić (Šibenik, 20. veljače 1987.) je hrvatska kazališna, televizijska i filmska glumica.

## Filmografija

### Televizijske uloge
- "Drugo ime ljubavi" kao Ana Tomić (2019. – 2020.)
- "Loza" kao Kate Radovani (2011. – 2012.)
- "Zakon ljubavi" kao Kaja Leko (2008.)
- "Dobre namjere" kao Lana (2008.)
- "Operacija Kajman" kao Dudakova kći (2007.)

### Filmske uloge
- "General" kao Ana Gotovina (2019.)
- "Anka" kao sluškinja (2017.)
- "Ne gledaj mi u pijat" kao prodavačica kioska (2016.)
- "The Show Must Go On" kao Eva (2010.)

### Ostalo
- "Međunarodni dječji festival u Šibeniku": "Matilda" kao gospođica Dragić (2015.); "Čarobnjak iz Oza" kao dobra vještica Glinda (2016.); "Buratino" kao Columbina (2017.)

## Vanjske poveznice
- Franka Klarić u internetskoj bazi filmova IMDb-u (engl.)